# 구기란
구기란(具奇蘭, 1977년 3월 10일~)은 대한민국의 전직 배구 선수이다. 현역 시절 포지션은 리베로이며, 흥국생명 여자배구단 소속으로 활약했다. 초등학교 4학년때 담임 선생님의 권유로 처음 배구를 시작했으며, 1996년 경남여자고등학교를 졸업하고, 흥국생명에 입단했다. 2008년 현역에서 은퇴하였다.

## 주요 국가대표 출전 경력
- 2000년 월드그랑프리, 2000년 하계 올림픽
- 2001년 월드그랜드챔피언스컵
- 2002년 세계 선수권 대회, 2002년 아시안 게임
- 2003년 배구 월드컵
- 2005년 월드그랑프리, 아시아 선수권 대회, 월드그랜드챔피언스컵
- 2006년 월드그랑프리

## 주요 수상 경력
- 1998년 한국배구슈퍼리그 리베로상
- 2002년 세계 배구 선수권 대회 리시브상, 디그상